# Cap de Peñas
El cap Peñas (cabu Peñes en asturià) és el cap més septentrional del Principat d'Astúries, Espanya, i està situat en el concejo de Gozón.
Està compost per roca quarsita armoricana amb una marcada resistència a l'abrasió. Coronat pel Faro de Cap Peñas que és el més important i de més llarg abast del litoral asturià i que des de 1852 és llum i guia de marins. Aquesta última llanterna va ser adquirida en l'Exposició Universal de Barcelona de 1929. Les seves característiques tècniques són:
- Plànol focal sobre el nivell mitjà del mar: 119 m.
- Plànol focal sobre el terreny: 19 m.
- Abast amb bon temps: 41 milles
- Abast amb boira: 18 milles
- Centelleigs: grup de 3 centelleigs.

Amb anterioritat a 1852 se senyalitzava amb foc, cremant troncs en una pantalla de pedres que il·luminava la nit en Peñas i indicava el camí de tornada a casa als mariners. Això també es feia en les rodalies dels ports com en Candás i en Luanco. Avui dia el procés està automatitzat i informatitzat, no sent necessària la manipulació diària, però si una contínua supervisió que garanteixi el seu funcionament, especialment quan els temporals i les tempestes assoten la rasa costanera, posant a prova tant els propis sistemes del far com el subministrament elèctric i les comunicacions.
Actualment, en la planta baixa del far de Peñas se situa el Centre de recepció de visitants i interpretació del medi marí de Penyes (MEMAP), configurat per cinc sales:
- Sala dels fars: història dels fars i vida dels farers.
- Sala de les tempestes i galernes: simulació d'una galerna.
- Sala de l'home i el mar: relació ancestral de l'home amb el mar, la pesca, la religió, etc.
- Sala de la biodiversitat marina: espècies marines de l'entorn de Peñas.
- La finestra de Gozón: principals recursos turístics del concejo de Gozón.

També resulten interessants les maquetes a escala de taurons, balenes i catxalots. El centre ha estat guardonat amb la Bandera Blava l'any 2006 i 2007; i amb el distintiu temàtic per la Informació i Educació Ambiental en 2007.
Des de la penya la Gaviera (a 94 metres) es pot albirar Cap Vidio i fins i tot Cap Bust cap a l'oest, i la Punta del Castro, Punta de la Narvata, Punta el Aguión, Punta la Vaca, i Punta de Bols cap a l'est.